# صادق جواد سليمان
صادق جواد سليمان (22 فبراير 1933 - 27 يوليو 2021) مفكر وفيلسوف ودبلوماسي عُماني، كان سفيرًا سابقا لبلاده لدى الجمهورية الإسلامية الايرانية والولايات المتحدة الأمريكية، كما شغل منصب رئيس الجمعية العُمانية للكتاب والأدباء، ورئيس المجلس الاستشاري في مركز الحوار العربي في واشنطن، وهو كاتب اجتماعي وسياسي في العديد من الصحف الداخلية والخارجية ومشارك في العديد من الندوات في عُمان وخارجها، وهو حاصل على ماجستير في العلوم السياسية.
عمل سفيرا في طهران عامي 1976 و1977. ثم سفيرا في واشنطن بين عامي 1979 و1983.

## وصلات خارجية
- مقابلة مع صادق جواد سليمان عام 2012